# جام یوفا ۹۹–۱۹۹۸
جام یوفا ۹۹–۱۹۹۸، بیست و هشتمین فصل از جام یوفا، مسابقات فوتبال باشگاهی سطح دوم اروپا بود که توسط یوفا سازماندهی شد و با قهرمانی پارما به پایان رسید.